# De Konijntjes
De Konijntjes is een attractie in het Belgische attractiepark Plopsaland Belgium en opende op 2 april 2007. Deze attractie ligt in het themagebied van Kabouter Plop, de Ploptuin. De attractie maakt deel uit van de vernieuwde Ploptuin.
Bezoekers nemen plaats op de rug van een konijn. Deze attractie bevat geen veiligheidsbeugel of -gordel. De attractie is zo ontworpen dat het plaats biedt aan slechts een volwassene en een kind onder 1 meter 20. Vanaf 1 meter 20 dient deze attractie verplicht alleen gedaan te worden.
Deze attractie is van het type rondrit van de fabrikant Metallbau Emmeln, een andere naam voor dit type attractie is ook wel een paardenbaan. Tijdens de rit volgen de konijnen het parcours bestaande uit rails. Door middel van op- en neergaande beweging wordt het huppelen van het konijn nagebootst. In elk konijn zit ook speaker waardoor in De Panne de stemmen van Plop, Lui, Klus en Kwebbel klinken.
Op het einde van het traject dient men uit te stappen aan een onbemand uitstapstation, en zich naar de uitgang te begeven

## Plopsaland Ardennes
In Plopsaland Ardennes hoor je een aangepaste versie van het Ploplied.
Afbeeldingen
Afbeeldingen